# Limburg Open 2012
Il Limburg Open 2012 è stato un torneo di tennis facente parte della categoria ITF Women's Circuit nell'ambito dell'ITF Women's Circuit 2012. Il torneo si è giocato a Tessenderlo in Belgio dal 2 all'8 aprile 2012 su campi in terra rossa e aveva un montepremi di $25,000.

## Vincitori

### Singolare
Maryna Zanevs'ka ha battuto in finale  Tatjana Maria con il punteggio di 6–2, 6–2

### Doppio
Demi Schuurs /  Maryna Zanevs'ka hanno battuto in finale  Tatjana Maria /  Stephanie Vogt con il punteggio di 6–4, 6–3